# Alpha Turay
Alpha Turay (Kabala, 16 december 1979) is een Sierra Leoons-Nederlands voormalig voetballer die als aanvaller speelde.
Turay kwam op vijftienjarige leeftijd als vluchteling naar Nederland waar hij in een asielzoekerscentrum in Nunspeet kwam. Hij ging voetballen bij VV Nunspeet en werd al snel opgenomen in de jeugdopleiding van AFC Ajax. Turay was een talent in de A1 maar wist de stap naar het eerste team niet te maken. In 1998 ging hij naar SBV Excelsior waarvoor hij drie seizoenen in de Eerste divisie speelde. In het seizoen 2001/02 speelde hij voor HFC Haarlem in de Eerste Divisie maar vond daarna geen profclub meer. Turay speelde nog jaren voor de Rotterdamse amateurclub RKSV Leonidas en werd daarnaast sportinstructeur.